# Sensuikan Cappellini-go no boken
Sensuikan Cappellini-go no boken (潜水艦カッペリーニ号の冒険, lett. "Le avventure del sommergibile Cappellini"?) è un film per la TV giapponese liberamente ispirato alla vicenda che ha visto protagonista l'equipaggio del sommergibile italiano Comandante Cappellini, prodotto da Fuji Television.
La storia segue in maniera estremamente libera la vicenda originale del Cappellini, risultando in un film che utilizza un aneddoto storico per raccontare una vicenda totalmente inventata.
È stato trasmesso su Fuji Television il 3 gennaio 2022.

## Trama
Settembre 1943.
Il sommergibile italiano Comandante Cappellini è in viaggio da mesi per consegnare al Giappone un carico di rifornimenti.
Dell'equipaggio del sommergibile fanno parte il marinaio Abele, il cuoco Angelo e il meccanico Simone, tre amici di vecchia data uniti dalla passione per la voga e la vita di mare.
Quando il Cappellini giunge in vista delle coste giapponesi i marinai sono ansiosi di sbarcare, immaginando di venire accolti con tutti gli onori dai loro alleati giapponesi e di poter finalmente vedere quel Giappone di cui finora hanno solo sentito parlare.
Quello che ancora non sanno però è che mentre loro erano in navigazione in Italia è avvenuto un colpo di stato che ha portato alla destituzione ed arresto di Benito Mussolini e, dopo l'8 settembre, all'Armistizio, con conseguente il cambio di fronte di Roma in favore degli Alleati.
Per questo, subito dopo aver gettato l'ancora nel porto di Kōbe, il Cappellini viene immediatamente abbordato da un plotone della marina imperiale guidato dall'intransigente Comandante Hayami, e il suo equipaggio internato in un campo di prigionia.
Hayami, che sa parlare fluentemente l'italiano per via dei due anni trascorsi a Genova a studiare tattica navale, è ufficiale giapponese vecchia maniera, con un fervente amor di patria e profondamente ostile nei confronti degli italiani, da lui reputati codardi e del tutto inadatti al mestiere di soldati. Su suo suggerimento, la marina imperiale ordina la confisca del Cappellini e la sua riqualificazione come unità navale giapponese, ma tutti i tentativi da parte dei nipponici per rimetterlo in moto si rivelano infruttuosi.
A quel punto Hayami non ha altra scelta che chiedere all'equipaggio del Cappellini di unirsi alla marina imperiale come forza cobelligerante; più interessati a trovare un modo per scappare che per vero fervore patriottico Abele, Angelo e Simone sono gli unici ad accettare la proposta, mentre il resto dell'equipaggio obbedisce all'ordine del comandante di rifiutare e giurare fedeltà al Governo Badoglio dichiarandosi prigionieri di guerra.
Quando però si pone il problema di dove far alloggiare i tre marinai, il colonnello Hirota obbliga Hayami ad ospitarli nel ryokan gestito dalla sua famiglia; una volta qui i tre fanno la conoscenza di Sakiko, la sorella del comandante, di cui Abele si innamora a prima vista, e di Kanae, amore segreto e mai dichiarato di Hayami.
La convivenza in un primo momento è ovviamente difficile, sia per l'esuberanza dei tre italiani sia per l'ostile pregiudizio di Hayami nei loro confronti; quando poi Sakiko inizia a ricambiare le attenzioni di Abele il comandante cerca di farli trasferire al consolato italiano, il quale però decide di lavarsene le mani, anche in ragione del fatto che accettando di servire sotto la marina imperiale i tre hanno di fatto perso ogni diritto di protezione sancito dagli accordi internazionali.
Passano gli anni, mentre i lavori per la riconversione del Cappellini procedono a rilento, gravati dalle condizioni sempre più difficili in cui versano il Giappone e il suo esercito. Nel mentre Abele, Angelo e Simone si sono sempre più integrati nella cultura giapponese, imparando la lingua e adeguandosi agli usi e costumi locali, al punto da venire progressivamente accolti e stimati dal resto della comunità.
Anche il rapporto tra Hayami e i suoi tre inaspettati coinquilini è nel frattempo migliorato, con Abele e i suoi amici che, venuti a conoscenza dei sentimenti di Hayami, cercano di spingerlo a dichiararsi a Kanae, arrivando a riparare il suo vecchio sidecar per fargli una sorpresa.
Si giunge quindi agli inizi dell'estate del 1945; il Giappone è praticamente sconfitto e il Cappellini, ribattezzato I-503 e al comando di Hayami, è finalmente pronto a salpare. Nel mentre l'amore tra Abele e Sakiko è ormai sotto gli occhi di tutti, e capendo che la missione cui l'I-503 è stato assegnato non prevede ritorno, il giorno prima della partenza Hayami ordina l'arresto dei tre italiani e il loro ritorno al campo di prigionia, non potendo sopportare il pensiero di privare la sorella dell'uomo di cui si è innamorata. Abele tuttavia ottiene di poter rimandare il proprio trasferimento alla mattina successiva, convincendo oltretutto Hayami a concedere a tutto l'equipaggio di passare le ultime ore di vita insieme alle proprie famiglie.
Durante la notte un raid americano colpisce Kōbe, e nel tentativo di mettere in salvo alcuni bambini rimasti intrappolati in una scuola bombardata Hayami rimane gravemente ferito. Abele e gli altri, intuito il motivo dietro la decisione del comandante di farli internare, decidono quindi di riprendere il loro posto a bordo del sommergibile, e dopo aver costretto Hayami a terra salpano a bordo dell'I-503 per una missione dalla quale non faranno ritorno, venendo dati per morti assieme al resto dell'equipaggio.
Di lì a pochi mesi il Giappone perde la guerra e la vita può ricominciare, ma a Kōbe c'è tristezza per la morte di tre giovani italiani che hanno dato la vita per proteggere un Paese che non era nemmeno il loro. In realtà Abele e gli altri sono vivi e vegeti, essendosi l'I-503 guastato subito dopo la partenza, e dopo qualche mese fanno finalmente ritorno dai loro nuovi concittadini, avendo preso la decisione di restare in Giappone e vivere nel Paese del quale si sono infine innamorati.
La storia si conclude con Hayami che, con accompagnamento musicale dei suoi tre nuovi amici, chiede finalmente a Kanae di sposarlo sulle note di Parlami d'amore Mariù.

## Inesattezze Storiche
- Il Cappellini non arrivò mai in Giappone. Il suo carico era infatti destinato a rifornire le forze giapponesi in Malacca.
- Il Cappellini si trovava a Singapore l'8 settembre 1943, ed aveva già intrapreso il viaggio di ritorno verso l'Italia.
- Prima di venire assegnato alla marina imperiale giapponese il sommergibile servì sotto la Kriegsmarine, passando sotto controllo giapponese solo l'8 maggio 1945
- Non vi furono solo tre defezioni. Quasi tutti i membri dell'equipaggio decisero di unirsi prima alla marina tedesca e in seguito a quella giapponese, disobbedendo all'ordine degli ufficiali di prestare giuramento di fedeltà a Vittorio Emanuele.
- In realtà il Cappellini sopravvisse alla guerra, venendo affondato solo a conflitto concluso al largo di Kōbe.